# Museu da Cachaça (Maranguape)

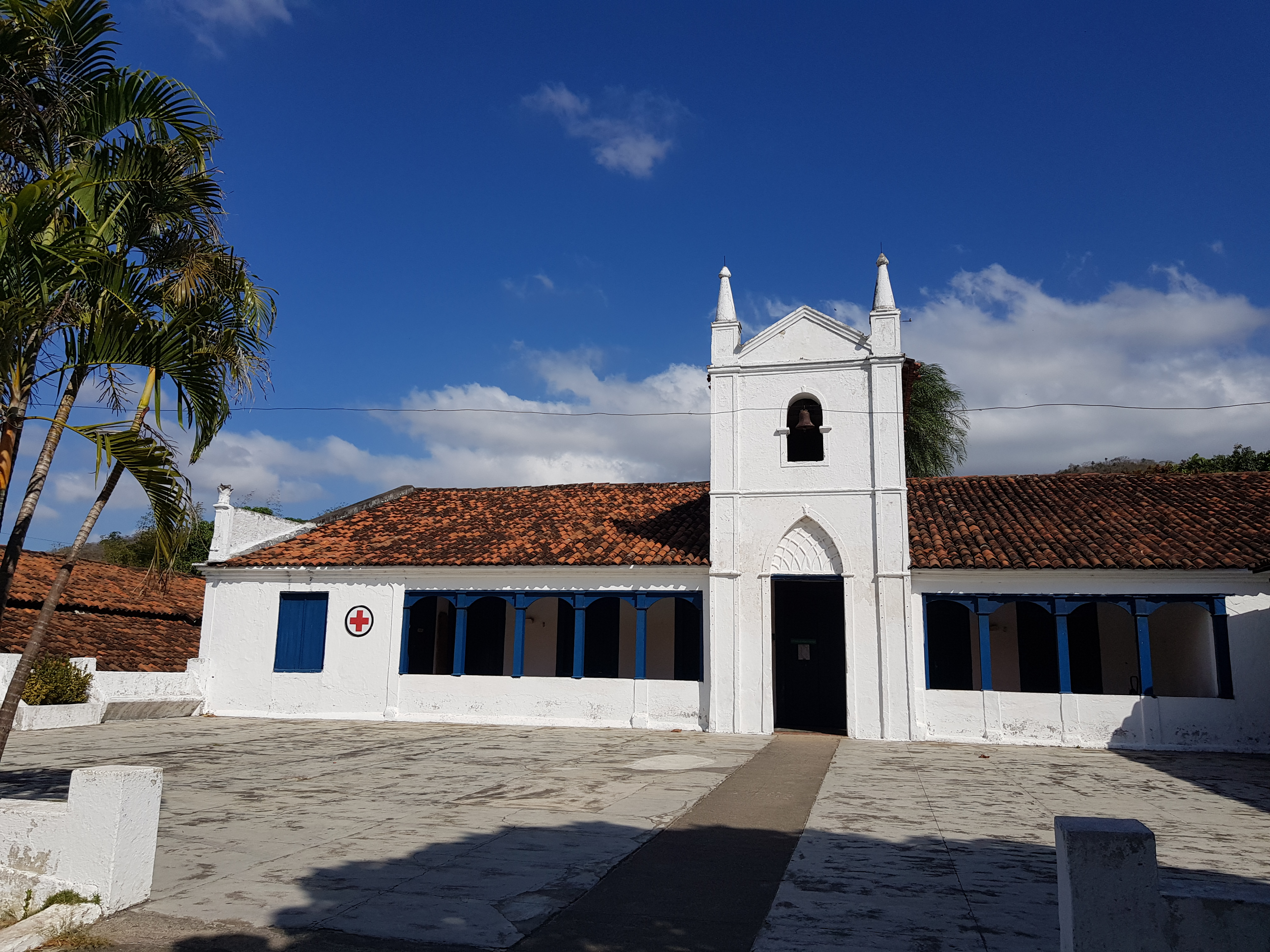
Fachada do Museu da Cachaça, que funciona no antigo Casarão dos Teles

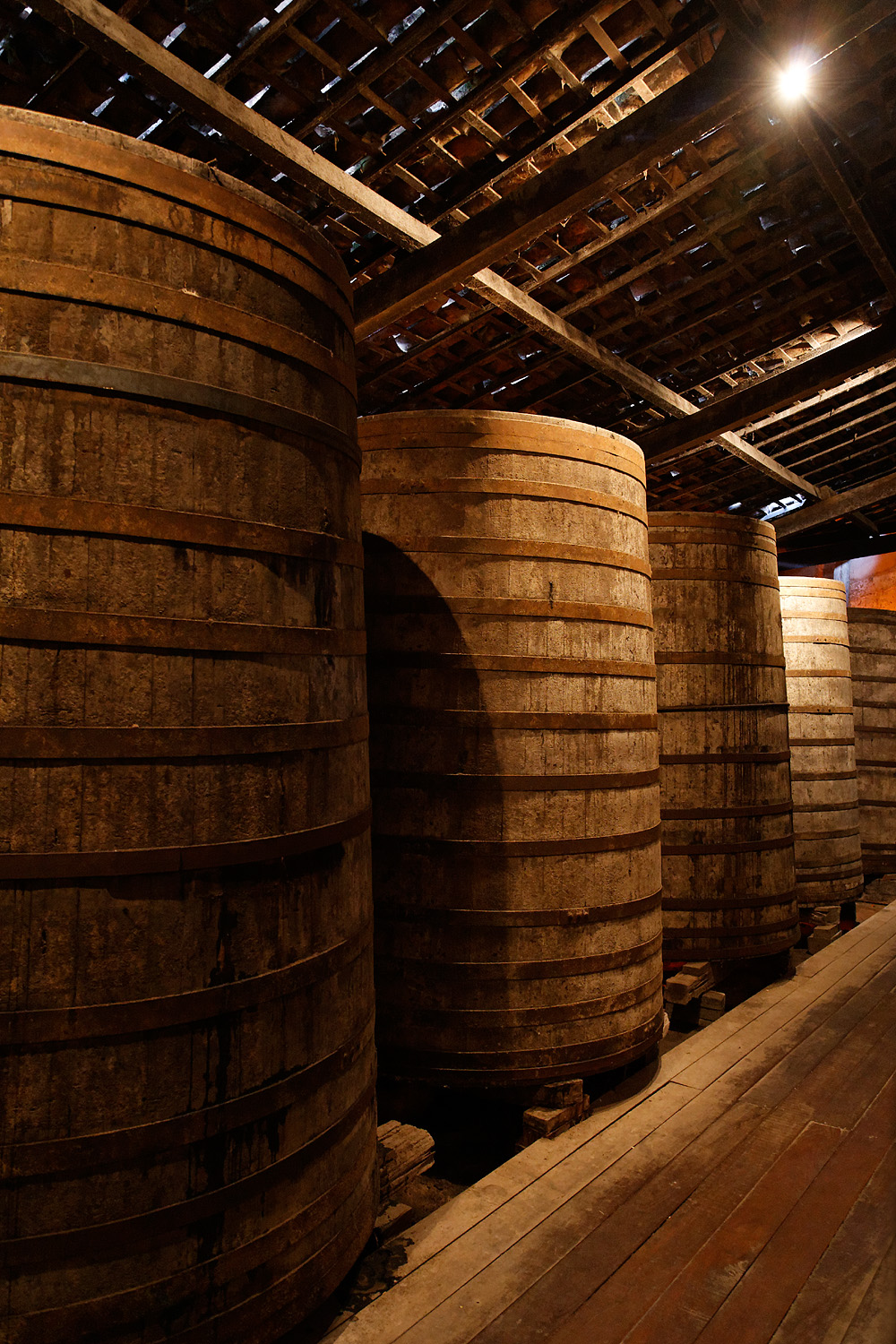
Barris de cachaça no Museu da Cachaça Ypióca

O Museu da Cachaça é um museu brasileiro localizado no município de Maranguape, no estado do Ceará. O Museu tem como tema história da aguardente no mercado comercial brasileiro.

## História
Foi criado em 2000, no local onde funcionou a primeira unidade de produção da cachaça Ypioca.

## Acervos
Conta com um acervo arquitetônico e cultural do século XIX, bem como com atrações esportivas, como passeio de caiaque e escalada.
O espaço reúne amplo acervo composto por mapas, documentos, fotos, filmes, maquinários, garrafas, equipamentos agrícolas e tonéis de bálsamo para contar a história de uma das marcas cachaças mais tradicionais do Brasil, que começou a ser fabricada pelo imigrante português Dario Telles, quando chegou ao Brasil em 1846. Na parte externa do museu está o maior tonel de madeira do mundo, com capacidade para 374 mil litros, registrado no Guinness Book em 2003.